# ترافيس بنجامين
ترافيس بنجامين (بالإنجليزية: Travis Benjamin)‏ هو لاعب كرة قدم أمريكية أمريكي، ولد في 29 ديسمبر 1989 في بل غليد في الولايات المتحدة.

## وصلات خارجية
- ترافيس بنجامين على موقع إي إس بي إن.كوم (أن.أف.أل)3
- ترافيس بنجامين على موقع مرجع كرة القدم المحترفة.كوم (الإنجليزية)